# Portsmouth South (circonscription du Parlement britannique)
Circonscription parlementaire de la Chambre des communes
La circonscription de Portsmouth South est une circonscription située dans le Hampshire, et représentée à la Chambre des communes du Parlement britannique depuis 2017 par Stephen Morgan du Parti travailliste

## Members of Parliament
| Élection | Élection                | Membre         | Membre      | Parti             |
| -------- | ----------------------- | -------------- | ----------- | ----------------- |
|          | 1918                    | Herbert Cayzer |             | Conservateur      |
|          | Élection partielle 1922 | Leslie Wilson  |             | Conservateur      |
|          | Élection partielle 1923 | Herbert Cayzer |             | Conservateur      |
|          | Élection partielle 1939 | Jocelyn Lucas  |             | Conservateur      |
|          | 1966                    | Bonner Pink    |             | Conservateur      |
|          | Élection partielle 1984 | Mike Hancock   |             | SDP               |
|          | 1987                    | David Martin   |             | Conservateur      |
|          | 1997                    | Mike Hancock   |             | Libéral Démocrate |
|          | 2013                    | Mike Hancock   | Indépendant |                   |
|          | 2015                    | Flick Drummond |             | Conservateur      |
|          | 2017                    | Stephen Morgan |             | Travailliste      |

## Élections

### Élections dans les années 2010
| Parti         | Parti                     | Candidat              | Voix   | %    | ±    |
| ------------- | ------------------------- | --------------------- | ------ | ---- | ---- |
|               | Travailliste              | Stephen Morgan        | 23,068 | 48,6 | +7.6 |
|               | Conservateur              | Donna Jones           | 17,705 | 37,3 | -0.2 |
|               | Libéral Démocrate         | Gerald Vernon-Jackson | 5,418  | 11,4 | -5.9 |
|               | Brexit                    | John Kennedy          | 994    | 2,1  | +2.1 |
|               | Justice & Anti-Corruption | Steven George         | 240    | 0,5  | +0.5 |
| Majorité      | Majorité                  | Majorité              | 5,363  | 11,3 | +7.8 |
| Participation | Participation             | Participation         | 47,425 | 63,9 | +0.1 |
|               | Travailliste retenir      | Travailliste retenir  | Swing  | +3.9 |      |

| Parti         | Parti                                   | Candidat                                | Voix   | %    | ±     |
| ------------- | --------------------------------------- | --------------------------------------- | ------ | ---- | ----- |
|               | Travailliste                            | Stephen Morgan                          | 18,290 | 41,0 | +21.5 |
|               | Conservateur                            | Flick Drummond                          | 16,736 | 37,6 | +2.7  |
|               | Libéral Démocrate                       | Gerald Vernon-Jackson                   | 7,699  | 17,3 | −5.0  |
|               | UKIP                                    | Kevan Chippindall-Higgin                | 1,129  | 2,5  | −10.8 |
|               | Green                                   | Ian McCulloch                           | 712    | 1,6  | −5.9  |
| Majorité      | Majorité                                | Majorité                                | 1,554  | 3,5  |       |
| Participation | Participation                           | Participation                           | 44,566 | 63,9 | +5.4  |
|               | Travailliste vainqueur sur Conservateur | Travailliste vainqueur sur Conservateur | Swing  | +9.4 |       |

| Parti         | Parti                                        | Candidat                                     | Voix   | %     | ±     |
| ------------- | -------------------------------------------- | -------------------------------------------- | ------ | ----- | ----- |
|               | Conservateur                                 | Flick Drummond                               | 14,585 | 34,8  | +1.6  |
|               | Libéral Démocrate                            | Gerald Vernon-Jackson                        | 9,344  | 22,3  | −23.6 |
|               | Travailliste                                 | Sue Castillon                                | 8,184  | 19,5  | +5.9  |
|               | UKIP                                         | Steve Harris                                 | 5,595  | 13,4  | +11.2 |
|               | Green                                        | Ian McCulloch                                | 3,145  | 7,5   | +5.8  |
|               | Indépendant                                  | Mike Hancock                                 | 716    | 1,7   | N/A   |
|               | TUSC                                         | Sean Hoyle                                   | 235    | 0,6   | N/A   |
|               | Justice & Anti-Corruption                    | Don Jerrard                                  | 99     | 0,2   | 0.0   |
| Majorité      | Majorité                                     | Majorité                                     | 5,241  | 12,5  |       |
| Participation | Participation                                | Participation                                | 41,903 | 58,5  |       |
|               | Conservateur vainqueur sur Libéral Démocrate | Conservateur vainqueur sur Libéral Démocrate | Swing  | +12.6 |       |

| Parti         | Parti                     | Candidat                  | Voix   | %    | ±    |
| ------------- | ------------------------- | ------------------------- | ------ | ---- | ---- |
|               | Libéral Démocrate         | Mike Hancock              | 18,921 | 45,9 | +4.2 |
|               | Conservateur              | Flick Drummond            | 13,721 | 33,3 | −0.4 |
|               | Travailliste              | John Ferrett              | 5,640  | 13,7 | −8.7 |
|               | UKIP                      | Robert Robinson           | 876    | 2,1  | −0.2 |
|               | BNP                       | Geoff Crompton            | 873    | 2,1  | N/A  |
|               | Green                     | Tim Dawes                 | 716    | 1,7  | N/A  |
|               | Démocrates anglais        | Ian Ducain                | 400    | 1,0  | N/A  |
|               | Justice & Anti-Corruption | Les Cummings              | 117    | 0,3  | N/A  |
| Majorité      | Majorité                  | Majorité                  | 5,200  | 12,6 |      |
| Participation | Participation             | Participation             | 41,264 | 58,7 | +1.3 |
|               | Libéral Démocrate retenir | Libéral Démocrate retenir | Swing  | +2.3 |      |

### Élections dans les années 2000
| Parti         | Parti                     | Candidat                  | Voix   | %    | ±    |
| ------------- | ------------------------- | ------------------------- | ------ | ---- | ---- |
|               | Libéral Démocrate         | Mike Hancock              | 17,047 | 42,2 | −2.4 |
|               | Conservateur              | Caroline Dinenage         | 13,685 | 33,9 | +4.8 |
|               | Travailliste              | Mark Button               | 8,714  | 21,6 | −2.3 |
|               | UKIP                      | Dennis Pierson            | 928    | 2,3  | +1.5 |
| Majorité      | Majorité                  | Majorité                  | 3,362  | 8,3  |      |
| Participation | Participation             | Participation             | 40,374 | 56,9 | +6.0 |
|               | Libéral Démocrate retenir | Libéral Démocrate retenir | Swing  | −3.6 |      |

| Parti         | Parti                     | Candidat                  | Voix   | %    | ±     |
| ------------- | ------------------------- | ------------------------- | ------ | ---- | ----- |
|               | Libéral Démocrate         | Mike Hancock              | 17,490 | 44,6 | +5.1  |
|               | Conservateur              | Philip Warr               | 11,396 | 29,1 | −2.1  |
|               | Travailliste              | Graham Heaney             | 9,361  | 23,9 | −1.4  |
|               | Socialiste Alliance       | Jonathan Molyneux         | 647    | 1,6  | N/A   |
|               | UKIP                      | Michael Tarrant           | 321    | 0,8  | +0.5  |
| Majorité      | Majorité                  | Majorité                  | 6,094  | 15,5 |       |
| Participation | Participation             | Participation             | 39,216 | 50,9 | −12.9 |
|               | Libéral Démocrate retenir | Libéral Démocrate retenir | Swing  | +3.2 |       |

### Élections dans les années 1990
| Parti         | Parti                                        | Candidat                                     | Voix   | %    | ±     |
| ------------- | -------------------------------------------- | -------------------------------------------- | ------ | ---- | ----- |
|               | Libéral Démocrate                            | Mike Hancock                                 | 20,421 | 39,5 | −2.5  |
|               | Conservateur                                 | David Martin                                 | 16,094 | 31,1 | −11.4 |
|               | Travailliste                                 | Alan Burnett                                 | 13,086 | 25,3 | +10.7 |
|               | Référendum                                   | Christopher Trim                             | 1,629  | 3,2  | N/A   |
|               | Libéral                                      | John Thompson                                | 184    | 0,4  | N/A   |
|               | UKIP                                         | Jill Evans                                   | 141    | 0,3  | N/A   |
|               | Natural Law                                  | William Trend                                | 140    | 0,3  | N/A   |
| Majorité      | Majorité                                     | Majorité                                     | 4,327  | 8,4  |       |
| Participation | Participation                                | Participation                                | 51,695 | 64,2 | -4.9  |
|               | Libéral Démocrate vainqueur sur Conservateur | Libéral Démocrate vainqueur sur Conservateur | Swing  | +0.0 |       |

| Parti         | Parti                | Candidat             | Voix   | %    | ±    |
| ------------- | -------------------- | -------------------- | ------ | ---- | ---- |
|               | Conservateur         | David Martin         | 22,798 | 42,5 | −0.8 |
|               | Libéral Démocrate    | Mike Hancock         | 22,556 | 42,0 | −0.9 |
|               | Travailliste         | Syd Rapson           | 7,857  | 14,6 | +1.7 |
|               | Green                | Aleksander Zivkovic  | 349    | 0,7  | +0.7 |
|               | Natural Law          | William Trend        | 91     | 0,2  | +0.2 |
| Majorité      | Majorité             | Majorité             | 242    | 0,5  | +0.1 |
| Participation | Participation        | Participation        | 53,651 | 69,1 | −2.2 |
|               | Conservateur retenir | Conservateur retenir | Swing  | +0.0 |      |

### Élections dans les années 1980
| Parti         | Parti                                          | Candidat                                       | Voix   | %    | ±     |
| ------------- | ---------------------------------------------- | ---------------------------------------------- | ------ | ---- | ----- |
|               | Conservateur                                   | David Martin                                   | 23,534 | 43,3 | −6.7  |
|               | Social Démocratique                            | Mike Hancock                                   | 23,329 | 42,9 | +17.5 |
|               | Travailliste                                   | Keith Gardiner                                 | 7,047  | 13,0 | −9.6  |
|               | 657 Party                                      | Martyn Hughes                                  | 455    | 0,8  | N/A   |
| Majorité      | Majorité                                       | Majorité                                       | 205    | 0,4  |       |
| Participation | Participation                                  | Participation                                  | 76,292 | 71,3 | +3.9  |
|               | Conservateur vainqueur sur Social Démocratique | Conservateur vainqueur sur Social Démocratique | Swing  |      |       |

| Parti         | Parti                                          | Candidat                                       | Voix   | %    | ±     |
| ------------- | ---------------------------------------------- | ---------------------------------------------- | ------ | ---- | ----- |
|               | Social Démocratique                            | Mike Hancock                                   | 15,358 | 37,6 | +12.1 |
|               | Conservateur                                   | Patrick Rock                                   | 14,017 | 34,3 | −15.7 |
|               | Travailliste                                   | Sally Thomas                                   | 10,846 | 26,5 | +4.0  |
|               | National Front                                 | Gordon Knight                                  | 226    | 0,5  | 0.0   |
|               | Ecologie                                       | Terry Mitchell                                 | 190    | 0,5  | N/A   |
|               | Libéral indépendant                            | Alan Evens                                     | 113    | 0,3  | −0.8  |
|               | Independent Ecology                            | Thomas Layton                                  | 50     | 0,1  | N/A   |
|               | Indépendant                                    | Anthony Andrews                                | 42     | 0,1  | N/A   |
|               | New National Party                             | Peter Smith                                    | 41     | 0,1  | N/A   |
| Majorité      | Majorité                                       | Majorité                                       | 1,341  | 3,3  | −21.3 |
| Participation | Participation                                  | Participation                                  |        | 54,5 | −12.8 |
|               | Social Démocratique vainqueur sur Conservateur | Social Démocratique vainqueur sur Conservateur | Swing  |      |       |

| Parti         | Parti                    | Candidat             | Voix   | %     | ± |
| ------------- | ------------------------ | -------------------- | ------ | ----- | - |
|               | Conservateur             | Bonner Pink          | 25,101 | 50,01 |   |
|               | Social Démocratique      | Mike Hancock         | 12,766 | 25,43 |   |
|               | Travailliste             | Sally T. Thomas      | 11,324 | 22,56 |   |
|               | Libéral indépendant      | Alan J. Evens        | 554    | 1,10  |   |
|               | National Front           | Gordon A. Knight     | 279    | 0,56  |   |
|               | Traditional English Food | D. W. Fry            | 172    | 0,34  |   |
| Majorité      | Majorité                 | Majorité             | 12,335 | 24,57 |   |
| Participation | Participation            | Participation        |        | 67,34 |   |
|               | Conservateur retenir     | Conservateur retenir | Swing  |       |   |

### Élections dans les années 1970
| Parti         | Parti                | Candidat             | Voix   | %     | ± |
| ------------- | -------------------- | -------------------- | ------ | ----- | - |
|               | Conservateur         | Bonner Pink          | 26,835 | 54,67 |   |
|               | Travailliste         | Sally T. Thomas      | 15,306 | 31,18 |   |
|               | Liberal              | J. Wallis            | 6,487  | 13,22 |   |
|               | National Front       | W. Donkin            | 457    | 0,93  |   |
| Majorité      | Majorité             | Majorité             | 11,529 | 23,49 |   |
| Participation | Participation        | Participation        |        | 72,88 |   |
|               | Conservateur retenir | Conservateur retenir | Swing  |       |   |

| Parti         | Parti                           | Candidat             | Voix   | %     | ± |
| ------------- | ------------------------------- | -------------------- | ------ | ----- | - |
|               | Conservateur                    | Bonner Pink          | 23,379 | 47,61 |   |
|               | Travailliste                    | A. M. Halmos         | 15,308 | 31,17 |   |
|               | Liberal                         | M. Tribe             | 9,807  | 19,97 |   |
|               | Marxiste-Léniniste (Angleterre) | A. D. Rifkin         | 612    | 1,25  |   |
| Majorité      | Majorité                        | Majorité             | 8,071  | 16,44 |   |
| Participation | Participation                   | Participation        |        | 69,39 |   |
|               | Conservateur retenir            | Conservateur retenir | Swing  |       |   |

| Parti         | Parti                           | Candidat             | Voix   | %     | ± |
| ------------- | ------------------------------- | -------------------- | ------ | ----- | - |
|               | Conservateur                    | Bonner Pink          | 26,824 | 50,26 |   |
|               | Travailliste                    | S. Lloyd             | 15,842 | 29,69 |   |
|               | Liberal                         | J. Williams          | 10,307 | 19,31 |   |
|               | Marxiste-Léniniste (Angleterre) | A. D. Rifkin         | 394    | 0,74  |   |
| Majorité      | Majorité                        | Majorité             | 10,982 | 20,58 |   |
| Participation | Participation                   | Participation        |        | 75,86 |   |
|               | Conservateur retenir            | Conservateur retenir | Swing  |       |   |

| Parti         | Parti                | Candidat             | Voix   | %     | ± |
| ------------- | -------------------- | -------------------- | ------ | ----- | - |
|               | Conservateur         | Bonner Pink          | 23,962 | 63,38 |   |
|               | Travailliste         | John White           | 13,847 | 36,62 |   |
| Majorité      | Majorité             | Majorité             | 10,115 | 26,75 |   |
| Participation | Participation        | Participation        |        | 67,36 |   |
|               | Conservateur retenir | Conservateur retenir | Swing  |       |   |

### Élections dans les années 1960
| Parti         | Parti                | Candidat             | Voix   | %     | ± |
| ------------- | -------------------- | -------------------- | ------ | ----- | - |
|               | Conservateur         | Bonner Pink          | 22,713 | 60,65 |   |
|               | Travailliste         | Patten Bridge Smith  | 14,738 | 39,35 |   |
| Majorité      | Majorité             | Majorité             | 7,975  | 21,29 |   |
| Participation | Participation        | Participation        |        | 70,74 |   |
|               | Conservateur retenir | Conservateur retenir | Swing  |       |   |

| Parti         | Parti                | Candidat             | Voix   | %     | ± |
| ------------- | -------------------- | -------------------- | ------ | ----- | - |
|               | Conservateur         | Jocelyn Lucas        | 24,387 | 63,69 |   |
|               | Travailliste         | Richard W. S. Pryke  | 13,904 | 36,31 |   |
| Majorité      | Majorité             | Majorité             | 10,483 | 27,38 |   |
| Participation | Participation        | Participation        |        | 71,02 |   |
|               | Conservateur retenir | Conservateur retenir | Swing  |       |   |

### Élections dans les années 1950
| Parti         | Parti                | Candidat             | Voix   | %     | ± |
| ------------- | -------------------- | -------------------- | ------ | ----- | - |
|               | Conservateur         | Jocelyn Lucas        | 27,892 | 69,96 |   |
|               | Travailliste         | Frank Towell         | 11,979 | 30,04 |   |
| Majorité      | Majorité             | Majorité             | 15,913 | 39,91 |   |
| Participation | Participation        | Participation        |        | 72,33 |   |
|               | Conservateur retenir | Conservateur retenir | Swing  |       |   |

| Parti         | Parti                | Candidat             | Voix   | %     | ± |
| ------------- | -------------------- | -------------------- | ------ | ----- | - |
|               | Conservateur         | Jocelyn Lucas        | 27,887 | 67,22 |   |
|               | Travailliste         | Lawrence W. Carroll  | 13,600 | 32,78 |   |
| Majorité      | Majorité             | Majorité             | 14,287 | 34,44 |   |
| Participation | Participation        | Participation        |        | 72,39 |   |
|               | Conservateur retenir | Conservateur retenir | Swing  |       |   |

| Parti         | Parti                | Candidat             | Voix   | %     | ± |
| ------------- | -------------------- | -------------------- | ------ | ----- | - |
|               | Conservateur         | Jocelyn Lucas        | 30,548 | 63,78 |   |
|               | Travailliste         | Douglas S. Wallace   | 17,350 | 36,22 |   |
| Majorité      | Majorité             | Majorité             | 13,198 | 27,55 |   |
| Participation | Participation        | Participation        |        | 80,76 |   |
|               | Conservateur retenir | Conservateur retenir | Swing  |       |   |

| Parti         | Parti                | Candidat             | Voix   | %     | ± |
| ------------- | -------------------- | -------------------- | ------ | ----- | - |
|               | Conservateur         | Jocelyn Lucas        | 31,124 | 63,95 |   |
|               | Travailliste         | Leslie Merrion       | 17,545 | 36,05 |   |
| Majorité      | Majorité             | Majorité             | 13,579 | 27,90 |   |
| Participation | Participation        | Participation        |        | 83,50 |   |
|               | Conservateur retenir | Conservateur retenir | Swing  |       |   |

### Élections dans les années 1940
| Parti              | Parti                | Candidat             | Voix   | %      | ±      |
| ------------------ | -------------------- | -------------------- | ------ | ------ | ------ |
|                    | Conservateur         | Jocelyn Lucas        | 15,810 | 55,29  | −19.91 |
|                    | Travailliste         | J. F. Blitz          | 12,783 | 44,71  | +19.91 |
| Majorité           | Majorité             | Majorité             | 3,027  | 10,59  | −39.80 |
| Participation      | Participation        | Participation        | 28,593 | 74,95  | +8.01  |
| Registre électeurs | Registre électeurs   | Registre électeurs   | 38,150 |        |        |
|                    | Conservateur retenir | Conservateur retenir | Swing  | −19.91 |        |

### Élections dans les années 1930
| Parti | Parti             | Candidat      | Voix            | %               | ±               |
| ----- | ----------------- | ------------- | --------------- | --------------- | --------------- |
|       | Conservateur      | Jocelyn Lucas | Sans opposition | Sans opposition | Sans opposition |
|       | Conservateur hold |               |                 |                 |                 |

| Parti              | Parti                | Candidat             | Voix   | %     | ±      |
| ------------------ | -------------------- | -------------------- | ------ | ----- | ------ |
|                    | Conservateur         | Herbert Cayzer       | 27,416 | 75,20 | −5.68  |
|                    | Travailliste         | John W. Fawcett      | 9,043  | 24,80 | +5.68  |
| Majorité           | Majorité             | Majorité             | 18,373 | 50,39 | −11.37 |
| Participation      | Participation        | Participation        | 36,459 | 66,94 | −5.78  |
| Registre électeurs | Registre électeurs   | Registre électeurs   | 54,463 |       |        |
|                    | Conservateur retenir | Conservateur retenir | Swing  | −5.68 |        |

| Parti              | Parti                | Candidat             | Voix   | %      | ±      |
| ------------------ | -------------------- | -------------------- | ------ | ------ | ------ |
|                    | Conservateur         | Herbert Cayzer       | 32,634 | 80,88  | +44.06 |
|                    | Travailliste         | W. J. Beck           | 7,715  | 19,12  | −5.63  |
| Majorité           | Majorité             | Majorité             | 24,919 | 61,76  | +49.68 |
| Participation      | Participation        | Participation        | 40,349 | 72,72  | −2.42  |
| Registre électeurs | Registre électeurs   | Registre électeurs   | 55,488 |        |        |
|                    | Conservateur retenir | Conservateur retenir | Swing  | +24.85 |        |

### Élections dans les années 1920
| Parti              | Parti                    | Candidat             | Voix   | %     | ±      |
| ------------------ | ------------------------ | -------------------- | ------ | ----- | ------ |
|                    | Conservateur             | Herbert Cayzer       | 15,068 | 36,82 | −36.14 |
|                    | Travailliste             | Jessie Stephen       | 10,127 | 24,75 | −2.29  |
|                    | Conservateur indépendant | Frank Privett        | 9,505  | 23,23 | N/A    |
|                    | Liberal                  | Charles Rudkin       | 6,214  | 15,19 | N/A    |
| Majorité           | Majorité                 | Majorité             | 4,941  | 12,08 | −33.84 |
| Participation      | Participation            | Participation        | 40,914 | 75,14 | +0.94  |
| Registre électeurs | Registre électeurs       | Registre électeurs   | 54,449 |       |        |
|                    | Conservateur retenir     | Conservateur retenir | Swing  |       |        |

| Parti              | Parti                | Candidat             | Voix   | %     | ±      |
| ------------------ | -------------------- | -------------------- | ------ | ----- | ------ |
|                    | Conservateur         | Herbert Cayzer       | 22,423 | 72,96 | +17.00 |
|                    | Travailliste         | Jessie Stephen       | 8,310  | 27,04 | +2.17  |
| Majorité           | Majorité             | Majorité             | 14,113 | 45,92 | +14.83 |
| Participation      | Participation        | Participation        | 30,733 | 74,20 | +1.48  |
| Registre électeurs | Registre électeurs   | Registre électeurs   | 41,417 |       |        |
|                    | Conservateur retenir | Conservateur retenir | Swing  | +7.42 |        |

| Parti              | Parti                | Candidat             | Voix   | %      | ±      |
| ------------------ | -------------------- | -------------------- | ------ | ------ | ------ |
|                    | Conservateur         | Herbert Cayzer       | 16,625 | 55,96  | −12.77 |
|                    | Travailliste         | Jessie Stephen       | 7,388  | 24,87  | N/A    |
|                    | Liberal              | S. R. Drury-Lowe     | 5,698  | 19,18  | −12.09 |
| Majorité           | Majorité             | Majorité             | 9,237  | 31,09  | −6.38  |
| Participation      | Participation        | Participation        | 29,711 | 72,72  | −1.94  |
| Registre électeurs | Registre électeurs   | Registre électeurs   | 40,854 |        |        |
|                    | Conservateur retenir | Conservateur retenir | Swing  | −18.82 |        |

| Parti              | Parti                | Candidat             | Voix   | %     | ±      |
| ------------------ | -------------------- | -------------------- | ------ | ----- | ------ |
|                    | Conservateur         | Herbert Cayzer       | 11,884 | 54,90 | −13.83 |
|                    | Liberal              | Henry Merrick Lawson | 9,763  | 45,10 | N/A    |
| Majorité           | Majorité             | Majorité             | 2,121  | 9,80  | −17.67 |
| Participation      | Participation        | Participation        | 21,647 | 54,90 | −18.76 |
| Registre électeurs | Registre électeurs   | Registre électeurs   | 39,426 |       |        |
|                    | Conservateur retenir | Conservateur retenir | Swing  | N/A   |        |

| Parti              | Parti                    | Candidat             | Voix   | %     | ±      |
| ------------------ | ------------------------ | -------------------- | ------ | ----- | ------ |
|                    | Conservateur             | Leslie Wilson        | 14,301 | 62,90 | −5.83  |
|                    | Conservateur indépendant | G. C. Thomas         | 8,434  | 37,10 | N/A    |
| Majorité           | Majorité                 | Majorité             | 5,867  | 25,81 | −11.66 |
| Participation      | Participation            | Participation        | 22,735 | 57,66 | −16.00 |
| Registre électeurs | Registre électeurs       | Registre électeurs   | 39,426 |       |        |
|                    | Conservateur retenir     | Conservateur retenir | Swing  | N/A   |        |

| Parti              | Parti                | Candidat             | Voix   | %     | ±      |
| ------------------ | -------------------- | -------------------- | ------ | ----- | ------ |
|                    | Conservateur         | Herbert Cayzer       | 19,960 | 68,73 | +0.43  |
|                    | Liberal              | Henry Merrick Lawson | 9,080  | 31,27 | +12.80 |
| Majorité           | Majorité             | Majorité             | 10,880 | 37,47 | −12.36 |
| Participation      | Participation        | Participation        | 29,040 | 73,66 | +11.69 |
| Registre électeurs | Registre électeurs   | Registre électeurs   | 39,426 |       |        |
|                    | Conservateur retenir | Conservateur retenir | Swing  | −6.19 |        |

### Élections dans les années 1910
| Parti                                                 | Parti                               | Candidat               | Voix   | %     | ±   |
| ----------------------------------------------------- | ----------------------------------- | ---------------------- | ------ | ----- | --- |
| C                                                     | Unioniste                           | Herbert Cayzer         | 15,842 | 68.30 | N/A |
|                                                       | Liberal                             | Alison Vickers Garland | 4,283  | 18,47 | N/A |
|                                                       | Travailliste                        | James Lacey            | 3,070  | 13,24 | N/A |
| Majorité                                              | Majorité                            | Majorité               | 11,559 | 49,83 | N/A |
| Participation                                         | Participation                       | Participation          | 23,195 | 61,97 | N/A |
| Registre électeurs                                    | Registre électeurs                  | Registre électeurs     | 37,427 |       |     |
|                                                       | Unioniste vainqueur (nouveau siège) |                        |        |       |     |
| C candidat approuvé par le gouvernement de coalition. |                                     |                        |        |       |     |